# Полякова, Тамара Эдуардовна
Тамара Эдуардовна Полякова (род. 27 августа 1960, Черновцы) — советская и украинская велогонщица. Заслуженный мастер спорта СССР (1989).

## Карьера
Тамара Полякова родилась 27 августа 1960 года в городе Черновцы, где начала сначала заниматься лёгкой атлетикой и в родном городе окончила школу.
В Киевский институт физкультуры поступила на отделение лёгкой атлетики, однако заканчивала учебу как велосипедистка в Куйбышеве, куда она переехала в 1980 году, в институте физкультуры. Менее чем за год после переезда в Куйбышев Тамара стала серебряным призёром индивидуальной гонки на 3 км чемпионата мира по велотреку в 1981 году в чешском Брно. А на чемпионате мире по шоссе в этот год Т. Полякова стала четвёртой.
Знаменательным для Тамары Эдуардовны является 1987 год. Тогда она трижды выигрывала этапы «Тур де Франс», в том числе и самый престижный, который завершался на Елисейских полях. Поздравления с этой победой наша велосипедистка получила от самого президента Франции Жака Ширака. В общем зачёте Тамара Полякова финишировала на «деревянном» 4-м месте на расстоянии трёх секунд от подиума.
Ещё одной визитной карточкой этой выдающейся личности советского и украинского велоспорта являются победы в разные годы на пяти этапах многодневной женской гонки «Тур де Франс».
Двукратная чемпионка мира по шоссейным гонкам. Вице-чемпион мира по трековым гонкам. Двукратный призёр Универсиады.
Пятикратная чемпионка Украины.
Сейчас Тамара Эдуардовна живёт в Баку с своим супругом Александром Авериным и работает в Федерации велоспорта Азербайджана.

## Семья
Супруг Тамары Поляковой — советский велогонщик, член олимпийской сборной СССР по велоспорту на шоссе, заслуженный мастер спорта СССР, победитель велогонки мира 1978 года, 6-кратный чемпион и обладатель Кубка СССР, участник трёх чемпионатов мира и Олимпийских игр 1976 года в Монреале Александр Аверин. Сын Александра Дмитриевича и Тамары Эдуардовны — Максим — продолжил велосипедную династию и сейчас выступает за азербайджанскую континентальную команду «Synergy Baku Cycling Project». На протяжении своей карьеры Максим не раз поднимался на подиумы международных велогонок, участвовал в Олимпийских играх в Рио-де-Жанейро (2016).